# Булау, Хорст
Хорст Булау (англ. Horst Bulau, род. 14 августа 1962 в Оттаве, Канада) — канадский прыгун на лыжах с трамплина, выступавший с 1979 по 1992 год. Единственный канадец, кому в этом виде спорта удавалось подниматься на пьедесталы почёта и выигрывать соревнования. Имел тринадцать побед в Кубке мира.
Карьера Хорста Булау пришлась в основном на 1980-е годы, когда в прыжках с трамплина существовало ещё параллельное ведение лыж. В то время, в особенности на трамплине в чешском Гаррахове, случалось много падений. Одно из таких падений пережил и Хорст Булау.
Булау четыре раза принимал участие на Зимних Олимпийских играх (в 1980, 1984, 1988 и 1992). На индивидуальном этапе Зимних Олимпийских игр 1988 на Большом трамплине в Калгари он занял седьмое место (лучшее выступление в истории канадских прыжков с трамплина).
Спортивная федерация Канады три раза удостаивала его звания «Атлет месяца»: в марте 1981, январе 1982 и марте 1983 года. В 1993 году, после окончания спортивной карьеры, Булау был причислен к канадскому олимпийскому залу Славы, а в 1994 — к канадскому залу Славы прыжков с трамплина.